# Eichstruth
Eichstruth is een gemeente in de Duitse deelstaat Thüringen, en maakt deel uit van de Landkreis Eichsfeld.
Eichstruth telt 88 inwoners.